# Supergruppo della seidozerite
Il supergruppo della seidozerite è un supergruppo di minerali con formula generale:
{\displaystyle {\ce {A^P_2 D^P_2 M^H_2 M^O_4 (Si2O7)_2 X_{4+n}}}}
dove MH2 e MO4 sono cationi degli strati di idrogeno (H) od ossigeno (O), dove:
- MH può essere titanio (Ti), niobio (Nb), zirconio (Zr), ittrio (Y), manganese (Mn), calcio (Ca) + terre rare (REE) o solo calcio
- MO può essere titanio, zirconio, niobio, ferro trivalente (Fe3+), ferro bivalente (Fe2+), magnesio (Mg), manganese, zinco (Zn), calcio, sodio (Na)
- AP e DP sono cationi dei siti periferici (P), ossia sodio, calcio + REE, calcio, zinco, bario (Ba), stronzio (Sr), potassio (K)
- X può essere un anionedei seguenti elementi: ossigeno (O), ione ossidrile (OH-), fluoro (F), oppure può essere acqua (H2O)
- X4+n sono anioni atipici con n = 0, 1, 1,5, 2, 4.

## Classificazione
Il supergruppo della seidozerite è a sua volta suddiviso in quattro gruppi secondo il seguente schema:
| Gruppo                     | Minerali |
| -------------------------- | --- |
| Gruppo della bafertisite   | bafertisite · bobshannonite · bussenite · cámaraite · hejtmanite · jinshajiangite · perraultite · yoshimuraite |
| Gruppo della lamprofillite | baritolamprofillite · bornemanite · delindeite · emmerichite · epistolite · fluorbaritolamprofillite · fluorlamprofillite · fosfoinnelite · innelite · kazanskyite · lamprofillite · lileyite · nabalamprofillite · nechelyustovite · polifite · saamite · shkatulkalite · vuonnemite · zvyaginite |
| Gruppo della murmanite     | calciomurmanite · kolskyite · lomonosovite · murmanite · paralomonosovite · quadrufite · schüllerite · selivanovaite · sobolevite · vigrishinite |
| Gruppo della rinkite       | batievaite-(Y) · fogoite-(Y) · götzenite · grenmarite · hainite-(Y) · kochite · mosandrite-(Ce) · nacareniobsite-(Ce) · nacareniobsite-(Y) · rinkite-(Ce) · rinkite-(Y) · rosenbuschite · roumaite · seidozerite                                                                                   |

In attesa dell'assegnazione ufficiale a un gruppo, sono i minerali per il momento "pendenti":
- bortolanite e ferroinnelite (entrambi forse del gruppo della bafertisite)
- nacareniobsite-(Nd) (probabilmente del gruppo della lamprofillite)

## Storia
Prima della riorganizzazione di alcuni gruppi e supergruppi da parte dell'Associazione Mineralogica Internazionale (IMA) del 2016, alcuni minerali di questo supergruppo appartenevano a gruppi che oggi non vengono più considerati, ma ancora nominati nella vecchia letteratura.
Essi sono:
- il gruppo dell'epistolite che comprendeva: epistolite, innelite, lomonosovite, murmanite, polifite, quadrufite, shkatulkalite, sobolevite, vuonnemite e yoshimuraite[3]
- il gruppo della rosenbuschite, che comprendeva i minerali: götzenite,  grenmarite, hainite-(Y), kochite, rosenbuschite e seidozerite.[4]